# 埃斯佩霍縣
埃斯佩霍縣（西班牙語：Cantón Espejo），是厄瓜多爾的縣份，位於該國北部，由卡爾奇省負責管轄，面積554平方公里，海拔高度2,980米，2001年普查人口總數為13,515人，人口密度每平方公里24.4人。